# Tingshuset i Allekvia
Tingshuset i Allekvia är ett tidigare tingshus för Gotlands norra tingslag i Allekvia. 
Efter freden i Brömsebro 1645 delades Gotland in i de norra och södra befallningarna, ibland benämnda norra och södra häradena. I den norra hölls först från 1680-talet ting i ett tingshus på Endre backe. Från 1722 hölls tinget i ett ombyggt hus på Allekvia kronohemman. Huset revs på 1800-talet och ett nytt tingshus byggdes, troligen efter ritningar av Jacob Gustaf Klingwall. Huset fick flyglar och en stor park i engelsk stil, ritad av Daniel Müller på 1840-talet. Huset byggdes i två våningar med förstuga, tingssal, fyra boningsrum, arkiv och kök i den nedre våningen, och förstuga, två förmak samt tre boningsrum i den övre våningen.
Tingshuset renoverades 1952, varvid bland annat tingssalen byggdes ut. 
Det sista tinget hölls i Allekvia i december 1961. Verksamheten flyttades därefter till tingshuset i Visby.
Senare, 1992, köptes tingshuset av familjen Håkansson, som efter renovering drivit gästgiveriverksamhet i byggnaden.

## Bildgalleri

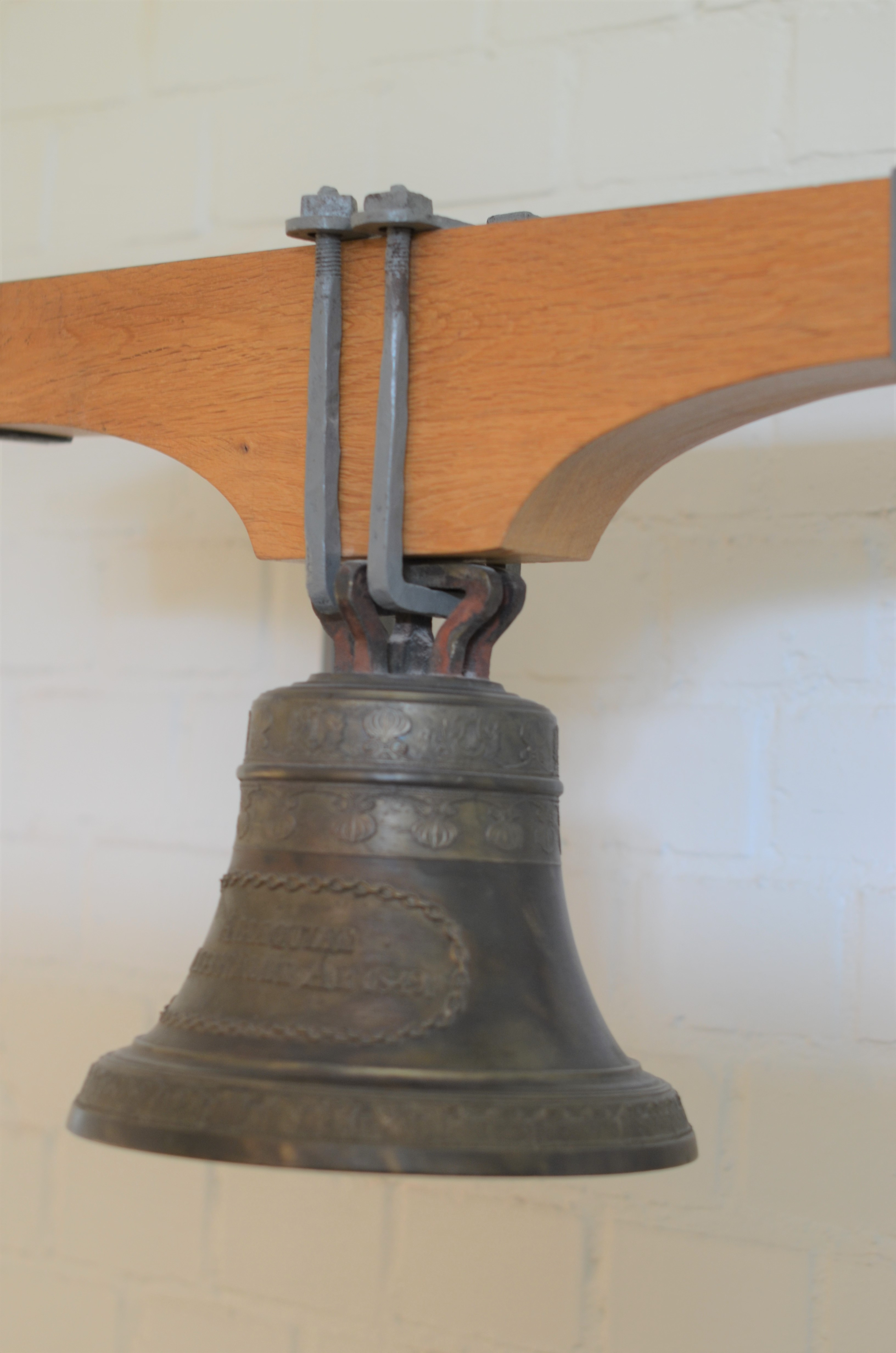
Tingsklockan från "Allequiae tingsställe", gjuten 1849, nu i Tingshuset i Visby